# Przełęcz Mazgalica
Przełęcz Mazgalica (587 m n.p.m.) – przełęcz w Beskidzie Niskim, położona w głównym grzbiecie wododziałowym Karpat, pomiędzy szczytami Czerszli (731 m n.p.m.) na północnym wschodzie a Suchariny (Kačuráka) (ok. 690 m n.p.m.) na południowym zachodzie. Grzbietem przez przełęcz biegnie granica państwowa polsko-słowacka.
Poprzednią (patrząc od zachodu) ważną komunikacyjnie przełęczą w granicznym grzbiecie Karpat jest Przełęcz Beskid nad Ożenną, a następną – Porubské sedlo, natomiast bardziej znaną Przełęcz Dukielska.
Spod przełęczy w kierunku południowo-wschodnim spływa potok Mazgalica, prawobrzeżny dopływ Svidničanki, natomiast w kierunku północno-zachodnim potok Hucianka, lewobrzeżny dopływ Wilszni. W dolinie Hucianki, ok. 2 km od siodła przełęczy leżała dawna wieś Huta Polańska. Cała przełęcz jest zalesiona. Ze względu na niekorzystne warunki terenowe oraz brak bliskiej jednostki osadniczej po stronie słowackiej Mazgalica nie pełniła nigdy roli istotnego przejścia przez grzbiet karpacki.

## Piesze szlaki turystyczne
- – Przełęcz Beskid nad Ożenną (590 m n.p.m.) – Ożenna – Przełęcz Mazgalica – Baranie (754 m n.p.m.) – Barwinek – Przełęcz Dukielska (500 m n.p.m.)
- Huta Polańska – Przełęcz Mazgalica - Dlhoňa.
- słowacki szlak graniczny